# フェスタジュニーナ

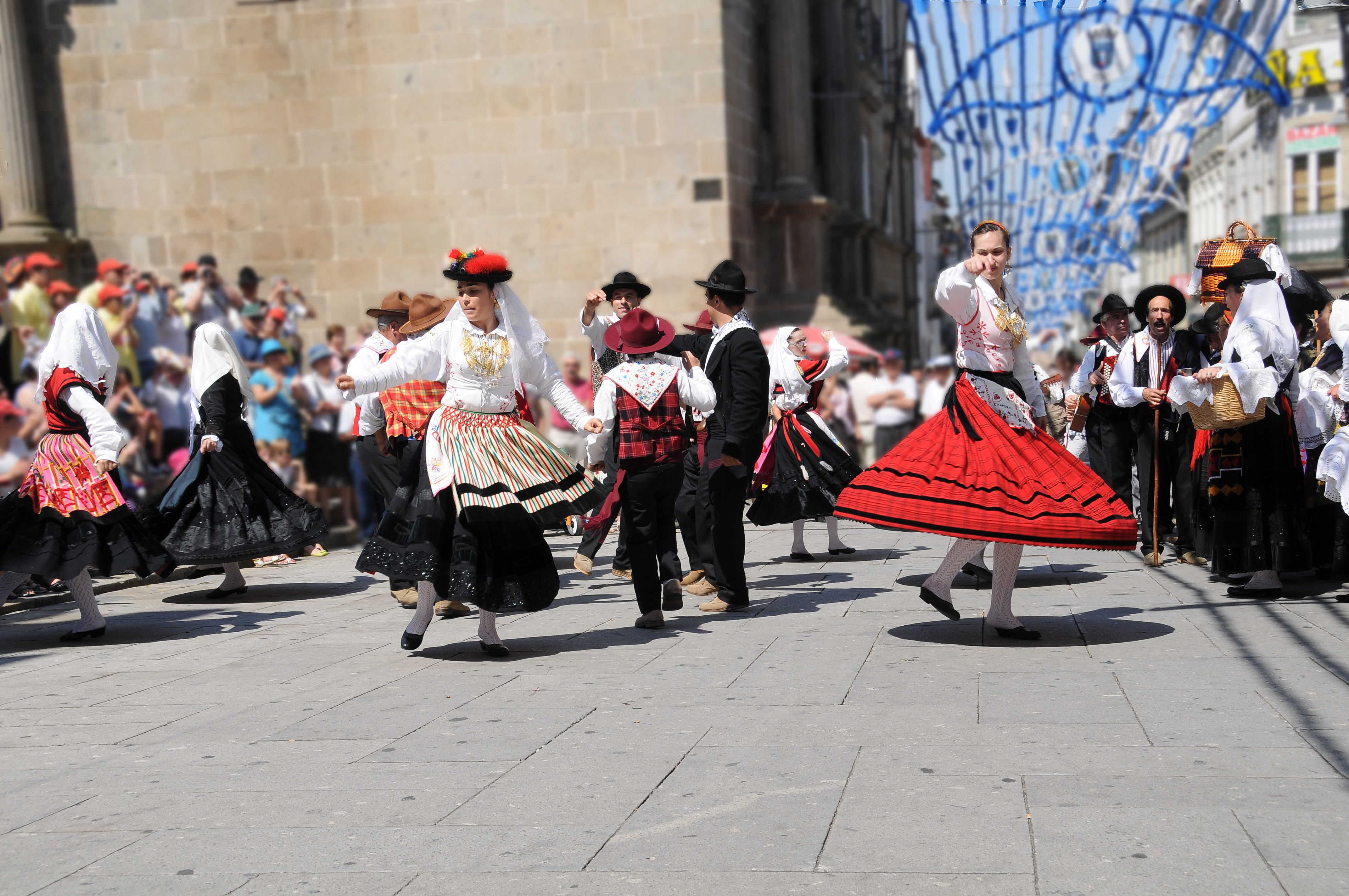
ポルトガルのブラガのフェスタジュニーナでクヮドリーリャを踊る

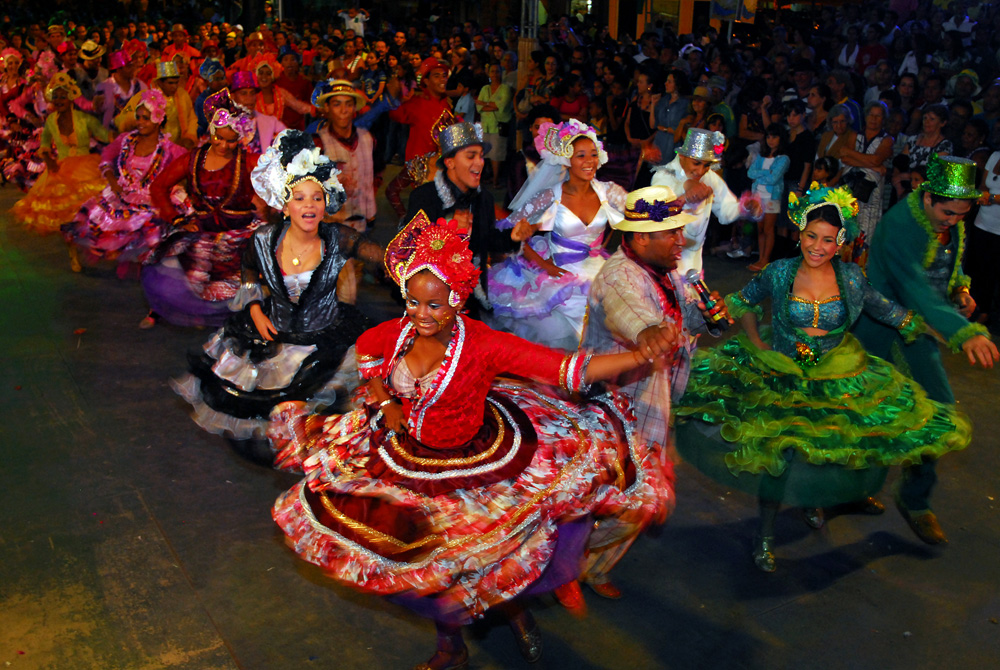
ブラジルのセルジッペ州のフェスタジュニーナでクヮドリーリャを踊る

フェスタ・ジュニーナ（ポルトガル語: festa junina、「6月の祭り」）は、聖ジョアン・バチスタの日（6月24日）を中心に、聖アントニオの日（6月13日）と聖ペドロの日（6月29日）も併せて祝うブラジルの祭である。
もともとポルトガルからもたらされた聖ジョアン・バチスタの祭りであったが、南半球の人々のこの時期の冬至祭と結びつき、ブラジル東北部で盛んで（特にカルアルとカンピナグランデの2都市）、これら火の聖人・結婚の聖人・雨の聖人に感謝し、破れた麦わら帽子に野良着を着て、独特の食物を食べ、クワドリーリャを踊り、夜は火を焚いて祝う習慣である。